# Bust Down Cartier
Bust Down Cartier è un singolo del rapper statunitense Lil Mosey, pubblicato il 15 marzo 2019 dall'etichetta discografica Republic Records.

## Tracce
1. Bust Down Cartier – 2:39